# Domingo Comas
Domingo Comas Arnau (Callús (Barcelona), 7 de mayo de 1951) es un científico español.
Casado con la profesora de sociología de la UNED Josune Aguinaga Roustan, se licenció en Ciencias Políticas y Sociología en 1977, en Antropología Social en 1978 y se doctoró en Ciencias Políticas y Sociología en 1992, todo ello en la Universidad Complutense de Madrid. Se ha dedicado a la investigación social y a la supervisión y consultoría institucional en el Tercer Sector, tanto en España como en Latinoamérica. Preside desde su creación en 1986 la Fundación Atenea (antes grupo GID).
Su trayectoria como investigador se centra en muy diversas, pero a la vez confluyentes, líneas de trabajo. La más continua se refiere a las políticas de intervención con personas que presentan problemas de adicción a drogas, en particular lo referido a la función y características de los dispositivos de carácter residencial. También ligada a la cuestión de las drogas aparecen sus trabajos sobre “hábitos de consumo” y factores que explican la adquisición de los mismos. De este trabajo se derivaron otras investigaciones en torno al  “síndrome de dependencia familiar de las personas jóvenes” en España y el papel de las TIC, varias encuestas del Uso del Tiempo, trabajos en torno a los hábitos de ocio juvenil y a partir del año 2004 comienza a trabajar sobre la trasformación del comportamiento sexual en España.
En paralelo ha realizado estudios sobre laicidad y religiosidad así como sobre evolución de la delincuencia y percepción de la inseguridad en España.
También ha contribuido a la conformación de la noción de “complementariedad metodológica” con varios textos sobre metodología de la investigación empírica, evaluación de programas y políticas, estudios de seguimiento y procedimientos para determinar y gestionar la evidencia científica.

## Libros
- 1984.-El uso de drogas en la juventud, (Volumen IV del informe JUVENTUD ESPAÑOLA, dirigido por José Luis ZÁRRAGA), Ministerio de Cultura, 1984, Barcelona, Juventud y Sociedad, 377 páginas. ISBN 84-86434-09-2
- 1986.- Las drogas: guía para mediadores juveniles, Madrid, Instituto de Juventud (INJUVE), Ministerio de Cultura, 92 páginas (Varias ediciones, 1986b, 1988, 1989 y 1992, 5ª edición revisada.NIPO:379-91-0341-1
- 1988.- El tratamiento de la drogodependencia y las comunidades terapéuticas, Madrid, Delegación del Gobierno para el Plan Nacional sobre Drogas, D.L. 345 páginas.ISBN 84-7670-072-5
- 1990.- El síndrome de Haddock: alcohol y drogas en Enseñanzas Medias, Madrid, Ministerio de Educación Cultura y Deporte, Centro de Investigación y Documentación Educativa. 346 páginas, ISBN 84-369-1891-6
- 1991.- Infancia y adolescencia: la mirada de los adultos, (con Josune AGUINAGA), Madrid, Ministerio de Asuntos Sociales, 238 páginas.
- 1992.- Los estudios de seguimiento: una experiencia metodológica. Madrid, Editorial Fundamentos, 351 páginas
- 1993.- Sistema de homologación de comunidades terapéuticas profesionales para toxicómanos, San Sebastián, APCTT, 121 páginas. ISBN 84-605-1803-5
- 1994.- Los jóvenes y el uso de drogas en la España de los años 90, Madrid, Instituto de la Juventud. 271 páginas,  ISBN 84-85961-92-7
- 1997.- Cambio de hábitos en el uso del tiempo: las trayectorias temporales de los jóvenes españoles, (con Josune AGUINAGA), Madrid, INJUVE, Ministerio de Trabajo y Asuntos Sociales, 398 páginas.
- 1999.- Los docentes españoles y la prevención del consumo de drogas, (Con Eusebio Mejías, Javier Elzo, José Navarro y Amando Vega), Madrid, Santillana, 267 páginas.
- 2000,-La percepción social de los problemas de drogas en España, (Con Eusebio Mejías, Javier Elzo, José Navarro y Oriol Romaní), Madrid, CAJAMADRID/Fad, 417 páginas.
- 2000.- Las culturas de las drogas en los jóvenes, (Con Javier Elzo, Leire Salazar, Isabel Vielva y Teresa Laespada), Vitoria, Gobierno Vasco.
- 2001.- La evaluación de programas de ocio alternativo de fin de semana, Madrid, Instituto de la Juventud. ISBN 84-89582-74-2
- 2002.- El rey desnudo, Domingo Comas Arnau, Octavio José Granado Martínez. Madrid : Plataforma de Organizaciones de Infancia, 2002. ISBN 84-699-7717-2
- 2002.- Jóvenes y drogas, EUSKADI 2001, (Con Mikel Marañon y Elena Rodríguez), Vitoria, Gobierno Vasco.
- 2002.- Jóvenes y estilos de vida. Valores y riesgos en los jóvenes urbanos, (Director, con Josune Aguinaga, Francisco Andrés Orizo, Esperanza Ochaita y Ángeles Espinosa), Madrid, Fad/INJUVE
- 2002.-Videojuegos y violencia, Madrid, Defensor del Menor de la CAM, 98 páginas.
- 2004.- Comunidades Terapéuticas en España. Situación Actual y propuesta funcional. Madrid, Fundación Atenea,  ISBN 84-920617-9-0
- 2005.- Informe Juventud en España 2004 (Con Josune Aguinaga, Jaime Andreu, Lorenzo Cachón, Andreu López y Lorenzo Navarrete), Madrid, INJUVE.
- 2005.- La trayectoria vital y la experiencia terapéutica de los adictos a drogas ilegales en Castilla-La Mancha, Toledo, Junta de Comunidades de Castilla-La Mancha, 199 páginas, ISBN 84-7788-368-8
- 2006.- Manual para la evaluación de políticas, planes y programas, Madrid, Instituto de la Juventud. 218 páginas, NIPO:208-08-026-1
- 2007.- Las políticas de juventud en la España democrática, Madrid, Instituto de la Juventud. 231 páginas, ISBN 978-84-96028-45-6
- 2008.- El estado de salud de la juventud, Madrid, Instituto de la Juventud. 191 páginas, ISBN 978-84-96028-61-6
- 2008.- La Juventud Asturiana. Los escenarios de una generación premeditada, Oviedo, Gobierno de Asturias. 318 páginas.
- 2009.- Los presupuestos participativos y las políticas de juventud: un estudio de caso sobre la cultura de la participación social en España, Madrid, Instituto de la juventud, 76 páginas, NIPO:802-10-003-2.
- 2010- La metodología de la Comunidad Terapéutica. Madrid, Fundación Atenea, ISBN 978 84 614 6831-7
- 2010.- Un lugar para otra vida. Los centros residenciales y terapéuticos del movimiento carismático y pentecostal en España. 175 páginas, Madrid, Fundación Atenea, ISBN 978-84-614-3646-0
- 2014.- ¿Qué es la evidencia científica y cómo utilizarla? Una propuesta para profesionales de la intervención. Madrid, Fundación Atenea, 160 páginas, ISBN 978-84-935891-1-0

## Autor de artículos científicos y capítulos de libros colectivos
- 1980.-."Bibliografía sistemática sobre sociología de la población", (con Josune Aguinaga), en REVISTA ESPAÑOLA DE INVESTIGACIONES SOCIOLÓGICAS (R.E.I.S), n.º 10, abril-junio de 1980. Madrid, Centro de Investigaciones Sociológicas (CIS), Presidencia del Gobierno, páginas 199-232.
- 1983.- "Evaluación de la percepción de la problemática de la salud", (con Josune Aguinaga y otros), en R.E.I.S., n.º 23, junio-septiembre de 1983, Madrid, CIS, páginas 141-160.
- 1986.- "La medida de la incidencia, prevalencia y problemas causados por drogas ilegales", en R.E.I.S., n.º 34, abril-junio de 1986, Madrid, CIS, páginas 57-81.
- 1986.-"Uso de drogas: del paradigma lewiniano al nuevo rol de las expectativas simbólicas", en JANO, MEDICINA Y HUMANIDADES, n.º. 713, febrero de 1986, Barcelona, Doyna, páginas 680-697. Reproducido en ROMANÍ, O. y MIRANDA, M. (1998), ANTROPOLOGÍA DE LA MEDICINA, Número monográfico de TRABAJO SOCIAL Y SALUD, Zaragoza,
- 1988.- "Estereotipos sociales ante la victimización, el delito y el delincuente juvenil", (con Josune AGUINAGA), en MENORES, n.º 11-12, septiembre-diciembre de 1988, Madrid, Dirección General de Protección Jurídica del Menor, Ministerio de Asuntos Sociales, páginas 17-40.
- 1988.- "Fattori socioculturali nella acquisiozione di dipendenza dalle Droghe. Il caso Spanolo", en APPUNTAMENTI, número monográfico, PROCESSI DI FORMAZIONE DELLA DEPENDENZA, junio de 1988, Modena, Comune di Modena, páginas 112-150.
- 1989.-"La ideología de la <<cultura mediterránea del vino>> y el consumo de alcohol en España", en AUTORES VARIOS (1989), PROBLEMAS RELACIONADOS CON EL ALCOHOL, Sevilla, Consejería de Salud y Servicios Sociales, páginas 141-151.
- 1989.-"La reinserción social del drogodependiente: del desdrogamiento a la socialización", (con Alfonso ORTÍ), en Gregorio RODRIGUEZ *(1989), LA INTEGRACIÓN SOCIAL DE DROGODEPENDIENTES, Madrid, Delegación del Gobierno para el PNsD, Ministerio de Sanidad, páginas 213-245.

- 1990.- "Las drogas en la sociedad española", en Salvador GINER (1990), ESPAÑA, SOCIEDAD Y POLÍTICA, Madrid, Espasa Calpe, páginas 633-655.
- 1990.-"Delincuencia e inseguridad ciudadana", en Salvador GINER (1990), ESPAÑA, SOCIEDAD Y POLÍTICA, Madrid, Espasa Calpe, páginas 613-632.
- 1991.- "El grupo de autoayuda en su dimensión social", en COMUNIDAD Y DROGAS. Monográfico n.º 13, septiembre de 1991, Madrid, Ministerio de Sanidad y Consumo, páginas 61-64.
- 1992.-"Política social en drogodependencias", en Luis MORENO y Manuel PEREZ YRUELA (1992), POLÍTICA SOCIAL Y ESTADO DEL BIENESTAR, Madrid, Ministerio de Asuntos Sociales, páginas 315-330.
- 1996. “Entre el sistema penal y los objetivos asistenciales: el papel del contexto social y político”, en Autores Varios (1996), EL CENTRO PENITENCIARIO COMO ESPACIO DE TRATAMIENTO EN DROGODEPENDENCIAS, Madrid, GID, páginas 43-55.
- 1996.-“No es oro todo lo que reluce: ¿Qué hace la juventud durante el fin de semana?” en REVISTA DE ESTUDIOS DE JUVENTUD, n.º 37, (1996), Madrid, INJUVE, páginas 10-19.
- 1997.-“Las redes sociales en el contexto de la globalización” en PERSPECTIVAS SISTÉMICAS, n.º 9, junio de 1997, Buenos Aires, Claudio Des Champs editor, páginas 11-15.
- 1998.-“O debate, sobre funçao e eficácia do tratamento como compónente do sistema penal”, Con Josune Aguinaga, en TOXICODEPENDENCIAS, Año 4, n.º 2. Lisboa, Ministerio da Saúde, páginas, 34-61.
- 1999.- “Adicción a sustancias psicoactivas y exclusión social” en TEZANOS, J.F. (Ed), TENDENCIAS DE DESIGUALDAD Y EXCLUSIÓN SOCIAL, Madrid, Sistema.
- 1999.- “Exclusión social y adicciones: condensando sinergias negativas” en REVISTA DE OCCIDENTE, número 215 (1999), páginas 62-75.
- 2000.- “Agobio y normalidad: una mirada crítica sobre el sector ocio juvenil en la España actual” en AUTORES VARIOS (2000), OCIO Y TIEMPO LIBRE: IDENTIDADES Y ALTERNATIVAS, número monográfico de la REVISTA DE ESTUDIOS DE JUVENTUD, número 50, páginas 6-24
- 2001.- “¿Por qué son necesarias las políticas de juventud?”, en REVISTA DE ESTUDIOS DE JUVENTU, n.º 94, septiembre de 2011.
- 2001.-“La representación social del fin de semana de los jóvenes” en AUTORES VARIOS (2001), LA NOCHE. UN CONFLICTO DE PODER, en REVISTA DE ESTUDIOS DE JUVENTUD, número 54, páginas 34-42.
- 2002.- “El laicismo y la evolución de la sociedad española” en AUTORES VARIOS (2002), LAICISMO Y SOCIEDAD, Madrid, Fundación CIVES.
- 2004.- “El canon generacional: una aproximación topológica”, en SISTEMA  n.º 178, Madrid, Fundación Sistema.
- 2004.- “La transición religiosa en España: catolicismo, secularización y diversidad”, en José Felix Tezanos (Edit), Tendencias en identidades, valores y creencias, Madrid, Sistema.
- 2005.- “El doble vínculo en los procesos de socialización en la sociedad tecnológica”, en José Felix Tezanos (edit), Tendencias de exclusión social y políticas de solidaridad, Madrid, Sistema.
- 2005.- “El proceso de secularización en la España democrática”, en Dionisio Llamazares (edit), Laicidad y libertades, Madrid, Universidad Complutense.
- 2005.- “Juvenile affiliation in organized crime in Spain”, en Autores Varios, Mafia Minors,  Mesina, Instituto Dom Calabria.
- 2006.- “La evolución del pluralismo religioso en España”, en LETRA INTERNACIONAL, n.º 90, páginas 39-55.
- 2006.- “La generación premeditada”, con Josune Aguinaga, en TEMAS DE DEBATE, n.º 138, mayo de 2006, páginas 23-29.
- 2007.- “El futur del ambits de juventud: una política sectorial potent en l`eix central de las polítiques socials publiques” en Autores Varios, Juventut i politiques de juventut, Barcelona, Diputación Provincial.
- 2008.- “La juventud española entre la negación y la mitificación”, con Josune Aguinaga, en Salustiano del Campo y José Felix Tezanos (Dir), España siglo XXI, la sociedad, Madrid, Biblioteca Nueva.
- 2009.- “La participación política de los jóvenes en la España contemporánea”, en José Felix Tezanos (Dir), Juventud y exclusión social, Madrid, Fundación Sistema.
- 2009.- “Una lectura ideológica (y política) del consumo”,  en Autores Varios, Problemas de drogas aquí y ahora, Madrid, FAD.
- 2011.- “La sociedad española y el proceso de digitalización: ¿Por qué tratamos de confundir a los/las adolescentes?”, en REVISTA DE ESTUDIOS DE JUVENTUD, n.º 92, marzo de 2011.
- 2012.- “Laicidad en España: realidad e imagen pública”, en Autores Varios, Anuario de la laicidad 2012, Barcelona, Fundació Ferrer i Guardia.
- 2013.- “Los jóvenes hoy: aprendiendo a tomar decisiones en un entorno enmarañado”, con Josune Aguinaga, en Autores Varios, Informe España 2013, Madrid, Fundación Encuentro.